# Лоран Бонве — Астробаль (станция метро)
«Лора́н Бонве́ — Астроба́ль» (фр. Laurent Bonnevay — Astroballe) — станция линии А Лионского метрополитена.

## Расположение
Станция находится в пригороде Лиона, коммуне Виллёрбан. Платформа станции расположена под проспектом Эмиль Золя (фр. cours Émile Zola) к востоку от бульвара Лоран Бонве (фр. boulevard Laurent Bonnevay). Вход на станцию производится с проспекта Эмиль Золя и конечной остановки общественного транспорта.

## Особенности
Станция открыта 2 мая 1978 года в качестве конечной станции первой очереди Лионского метрополитена от станции Перраш до станции Лоран Бонве — Астробаль. Таковой и оставалась в течение 29 лет, пока в 2007 году не была построена станция Во-ан-Велен — Ла-Суа. Состоит из двух путей и двух боковых платформ. Пассажиропоток в 2006 году составил 456 026 чел./мес.
В этом месте находятся сложные многоуровневые развязки, поэтому станцию пришлось расположить в здании, находящемся на поверхности земли, а ведущие к станции со стороны станции Кюссе пути пересекают бульвар Лоран Бонве по мосту над автодорогой.

## Происхождение названия
Первая половина названия — в часть расположенного поблизости бульвара Лоран Бонве, являющегося частью скоростной трассы D383. В свою очередь, бульвар назван в память о Лоране Бонве (1870—1957), французском государственном деятеле времён Третьей республики.
Вторая половина названия несёт имя расположенного по соседству баскетбольного зала «Астробаль».

## Достопримечательности
- Баскетбольный стадион «Астробаль»[фр.]
- Старое и новое кладбища Виллёрбана

## Наземный транспорт
Со станции существует пересадка на следующие виды транспорта:

  — троллейбус

     — «главный» автобус

    — автобус

Пригородный автобус 1980